# Izraelczycy
Izraelczycy (hebr. ‏ישראלים‎, Israelim) – obywatele współczesnego państwa Izrael. Należą do nich ludzie z różnych środowisk etnicznych, narodowych i religijnych, w tym najliczniej Żydzi, muzułmanie, chrześcijanie, Arabowie, druzowie, Czerkiesi i inni. W rezultacie niektórzy Izraelczycy identyfikują się zarówno ze swoim obywatelstwem, jak również biorą pod uwagę pochodzenie swoich przodków. Prawie wszyscy Izraelczycy lub ich przodkowie wyemigrowali do regionu w ciągu ostatnich dwóch stuleci. 
Ze względu na różnorodny skład etniczny, Izrael jest wielokulturowym państwem, o różnorodnych tradycjach i wartościach. Kultura w znacznej części opiera się na kulturze zachodniej, co w dużym stopniu wynika z tradycji zachodnioeuropejskich imigrantów. Największe fale imigracji mające miejsce w końcu XIX i początku XX w. z Europy, później także na dużą skalę z Południowej Afryki, Ameryki Południowej, Ameryki Północnej, byłego Związku Radzieckiego i Etiopii wprowadziły wiele nowych elementów kulturowych i miały szeroki wpływ na kulturę. Powstała w rezultacie mieszanka kulturowa może być opisana jako swoista kombinacja powstała z różnorodnych tradycji. 
Izraelczyków, jak i wiele osób pochodzenia izraelskiego, można znaleźć nie tylko w Izraelu, ale także w wielu państwach na świecie, np. w Stanach Zjednoczonych, Kanadzie, Wielkiej Brytanii i całej Europie. Szacuje się, że aż 750 tysięcy Izraelczyków mieszka za granicą, głównie w Stanach Zjednoczonych i Kanadzie.
Terminu „Izraelczycy” nie należy mylić z „Izraelici”, który oznacza grupę etniczną, zamieszkującą królestwo Izraela w czasach biblijnych.

## Demografia
Ok. 9,8 mln Izraelczyków żyje na obszarze państwa Izrael: spośród nich 76% stanowią Żydzi, 20% Arabowie, 4% inni. Dodatkowo 750 tys. Izraelczyków żyje poza granicami kraju.